# Sycophila justitia
Sycophila justitia är en stekelart som först beskrevs av Girault 1915.  Sycophila justitia ingår i släktet Sycophila och familjen kragglanssteklar. Inga underarter finns listade i Catalogue of Life.